# Olympische Sommerspiele 2000/Teilnehmer (Litauen)
| Gelbes Symbol für Goldmedaillen mit stilisierten Olympischen Ringen | Graues Symbol für Silbermedaillen mit stilisierten Olympischen Ringen | Braundes Symbol für Bronzemedaillen mit stilisierten Olympischen Ringen |
| ------------------------------------------------------------------- | --------------------------------------------------------------------- | ----------------------------------------------------------------------- |
| 2                                                                   | —                                                                     | 3                                                                       |

Litauen nahm an den Olympischen Sommerspielen 2000 in Sydney teil. Insgesamt beteiligten sich 61 Athleten, darunter 40 Männer und 21 Frauen, an den Wettbewerben. Fahnenträger bei der Eröffnungsfeier war der Leichtathlet Romas Ubartas.

## Medaillengewinner

### Gold
| Name                 | Sportart       | Wettkampf          |
| -------------------- | -------------- | ------------------ |
| Virgilijus Alekna    | Leichtathletik | Männer, Diskuswurf |
| Daina Gudzinevičiūtė | Schießen       | Frauen, Trap       |

### Bronze
| Name | Sportart   | Wettkampf             |
| --- | ---------- | --------------------- |
| Dainius Adomaitis, Gintaras Einikis, Andrius Giedraitis, Šarūnas Jasikevičius, Kęstutis Marčiulionis, Tomas Masiulis, Darius Maskoliūnas, Ramūnas Šiškauskas, Darius Songaila, Saulius Štombergas, Mindaugas Timinskas & Eurelijus Žukauskas | Basketball | Männerturnier         |
| Diana Žiliūtė | Radsport   | Frauen, Straßenrennen |
| Kristina Poplavskaja & Birutė Šakickienė | Rudern     | Frauen, Doppelzweier  |

## Teilnehmer nach Sportarten

### Basketball
- Männerturnier
Bronze

- Kader
Dainius Adomaitis
Gintaras Einikis
Andrius Giedraitis
Šarūnas Jasikevičius
Kęstutis Marčiulionis
Tomas Masiulis
Darius Maskoliūnas
Ramūnas Šiškauskas
Darius Songaila
Saulius Štombergas
Mindaugas Timinskas
Eurelijus Žukauskas

### Boxen
- Vidas Bičiulaitis
Männer, Federgewicht: 17. Platz

- Ivanas Stapovičius
Männer, Halbfliegengewicht: 8. Platz

### Gewichtheben
- Ramūnas Vyšniauskas
Männer, Schwergewicht: 11. Platz

### Judo
- Marius Paškevičius
Männer, Halbschwergewicht: Viertelfinale

### Kanu
- Egidijus Balčiūnas
Männer, Kayak-Zweier, 500 Meter: Halbfinale

- Alvydas Duonėla
Männer, Kayak-Einer, 500 Meter: 7. Platz
Männer, Kayak-Zweier, 500 Meter: Halbfinale

- Vaidas Mizeras
Männer, Kayak-Einer, 1000 Meter: Halbfinale

### Leichtathletik
- Virgilijus Alekna
Männer, Diskuswurf: Gold

- Tomas Bardauskas
Männer, Weitsprung: 27. Platz in der Qualifikation

- Renata Gustaitytė
Frauen, Diskuswurf: 30. Platz in der Qualifikation

- Inga Juodeškienė
Frauen, 5000 Meter: Vorläufe

- Arūnas Jurkšas
Männer, Speerwurf: 29. Platz in der Qualifikation

- Vaclavas Kidykas
Männer, Speerwurf: 30. Platz in der Qualifikation

- Saulius Kleiza
Männer, Kugelstoßen: 28. Platz in der Qualifikation

- Irina Krakoviak
Frauen, 1500 Meter: Halbfinale

- Sonata Milušauskaitė
Frauen, 20 Kilometer Gehen: 31. Platz

- Žana Minina
Frauen, 400 Meter: Viertelfinale

- Jonas Motiejūnas
Männer, 400 Meter: DNF in den Vorläufen

- Rita Ramanauskaitė
Frauen, Speerwurf: 13. Platz in der Qualifikation

- Kristina Saltanovič
Frauen, 20 Kilometer Gehen: 16. Platz

- Nelė Savickytė-Žilinskienė
Frauen, Hochsprung: 21. Platz in der Qualifikation

- Austra Skujytė
Frauen, Siebenkampf: 12. Platz

- Romas Ubartas
Männer, Diskuswurf: 27. Platz in der Qualifikation

- Agnė Visockaitė-Eggerth
Frauen, 100 Meter: Vorläufe

- Daugvinas Zujus
Männer, 50 Kilometer Gehen: 30. Platz

### Moderner Fünfkampf
- Andrejus Zadneprovskis
Männer, Einzel: 7. Platz

### Radsport
- Artūras Kasputis
Männer, Straßenrennen: DNF
Männer, Einzelzeitfahren: 25. Platz

- Remigijus Lupeikis
Männer, Straßenrennen: DNF

- Rasa Mažeikytė
Frauen, 3000 Meter Einzelverfolgung: 11. Platz
Frauen, Punktefahren: 12. Platz

- Rasa Polikevičiūtė
Frauen, Straßenrennen: 13. Platz

- Edita Pučinskaitė
Frauen, Straßenrennen, Einzel: 25. Platz
Frauen, Einzelzeitfahren: 10. Platz

- Raimondas Rumšas
Männer, Straßenrennen: 43. Platz
Männer, Einzelzeitfahren: 23. Platz

- Saulius Šarkauskas
Männer, Straßenrennen: DNF

- Diana Žiliūtė
Frauen, Straßenrennen: Bronze 
Frauen, Einzelzeitfahren: 9. Platz

### Ringen
- Mindaugas Ežerskis
Männer, Schwergewicht, griechisch-römisch: 8. Platz

- Ričardas Pauliukonis
Männer, Schwergewicht, Freistil: 17. Platz

### Rudern
- Kristina Poplavskaja & Birutė Šakickienė
Frauen, Bronze

### Schießen
- Daina Gudzinevičiūtė
Frauen, Trap: Gold

### Schwimmen
- Saulius Binevičius
Männer, 4 × 100 Meter Freistil: 16. Platz

- Rolandas Gimbutis
Männer, 50 Meter Freistil: 38. Platz
Männer, 100 Meter Freistil: 23. Platz
Männer, 4 × 100 Meter Freistil: 16. Platz

- Darius Grigalionis
Männer, 100 Meter Rücken: 24. Platz

- Jūratė Ladavičiūtė
Frauen, 50 Meter Freistil: 50. Platz
Frauen, 100 Meter Freistil: 41. Platz

- Minvydas Packevičius
Männer, 4 × 100 Meter Freistil: 16. Platz

- Arūnas Savickas
Männer, 200 Meter Freistil: 22. Platz
Männer, 4 × 100 Meter Freistil: 16. Platz
Männer, 200 Meter Rücken: 32. Platz

### Segeln
- Giedrius Gužys
Männer, Finn-Dinghy: 25. Platz

### Tischtennis
- Rūta Paškauskienė
Frauen, Einzel: 33. Platz
Frauen, Doppel: 9. Platz

- Jolanta Prūsienė
Frauen, Doppel: 9. Platz

### Turnen
- Julija Kovaliova
Frauen, Einzelmehrkampf: 53. Platz in der Qualifikation
Frauen, Boden: 45. Platz in der Qualifikation
Frauen, Pferd: 78. Platz in der Qualifikation
Frauen, Stufenbarren: 30. Platz in der Qualifikation
Frauen, Schwebebalken: 76. Platz in der Qualifikation